# Semmelweis Egyetem

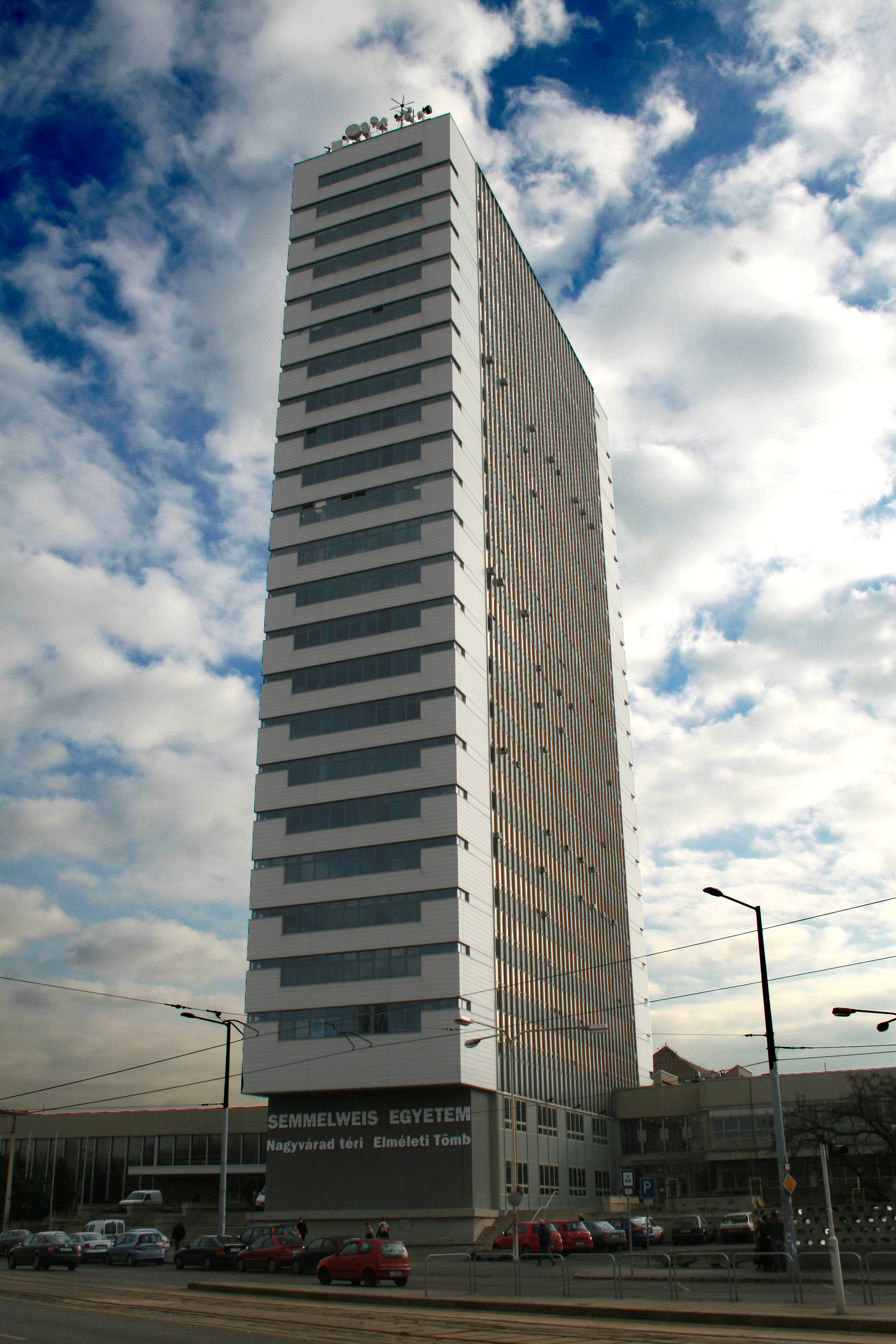
Nagyváradtéri Elméleti Tömb (NET), Semmelweis Egyetem

A Semmelweis Egyetem (rövidítve: SE) (latinul: Universitas Budapestinensis de Semmelweis Nominata) budapesti orvos-egészségügyi felsőoktatási intézmény. Egészségtudományi szakegyetemként egyedülálló az országban; névadója Semmelweis Ignác. Három fő tevékenysége az oktatás, a kutatás-innováció és a gyógyítás. Az Eötvös Loránd Tudományegyetem orvosi karának, illetve az abból alakult Budapesti Orvostudományi Egyetemnek (rövidítve: BOTE), a későbbi Semmelweis Orvostudományi Egyetemnek (rövidítve: SOTE) a jogutódja.
A Times Higher Education (THE) 2024-es összesített világrangsorában a Semmelweis Egyetem a világ legjobb 300 egyeteme között szerepel, a hazai felsőoktatási intézmények közül a legmagasabban jegyzett intézményként. 
2021 óta az SE fenntartói jogainak gyakorlója a Nemzeti Egészségügyi és Orvosképzésért Alapítvány.

## Története

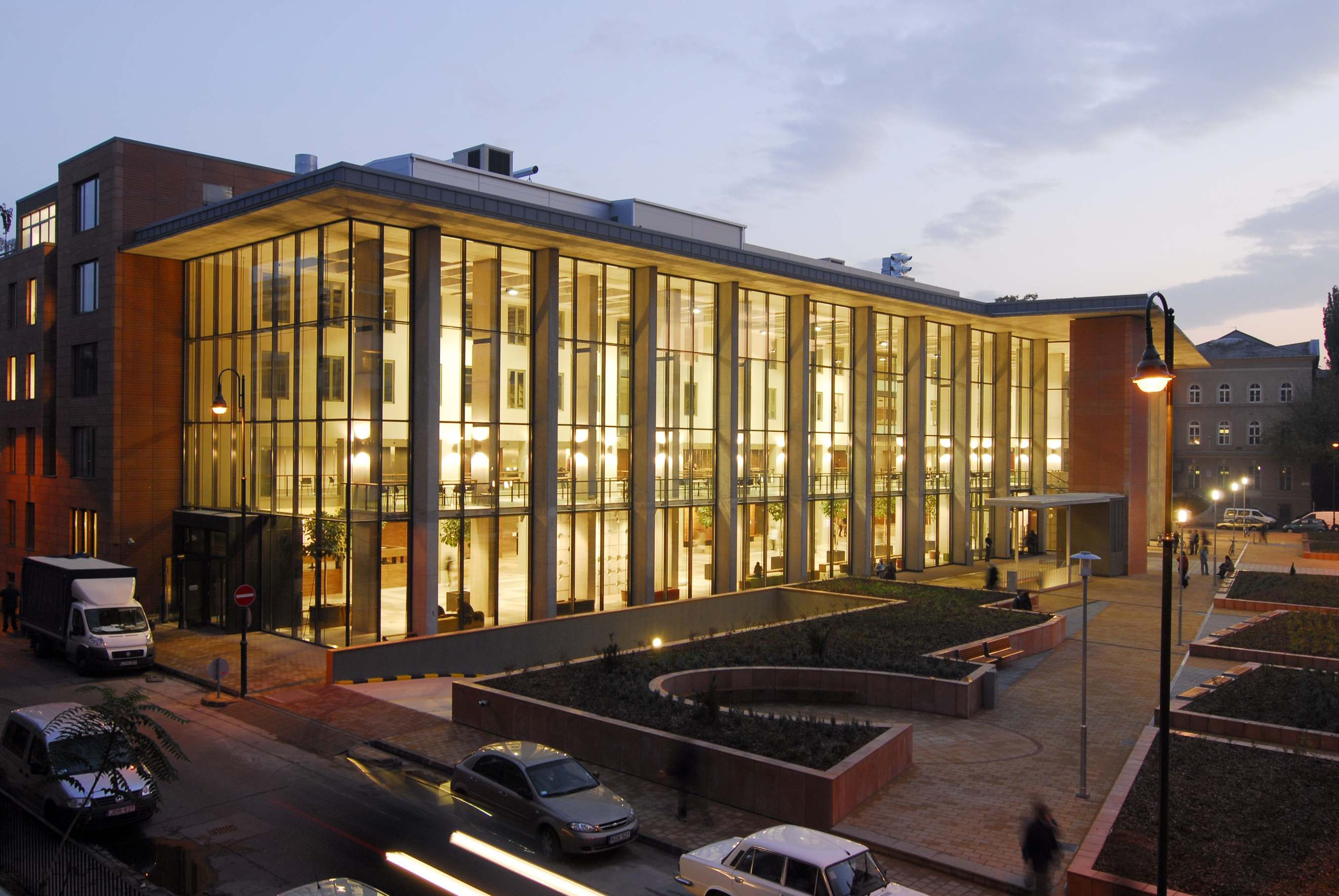
Elméleti Orvostudományi Központ

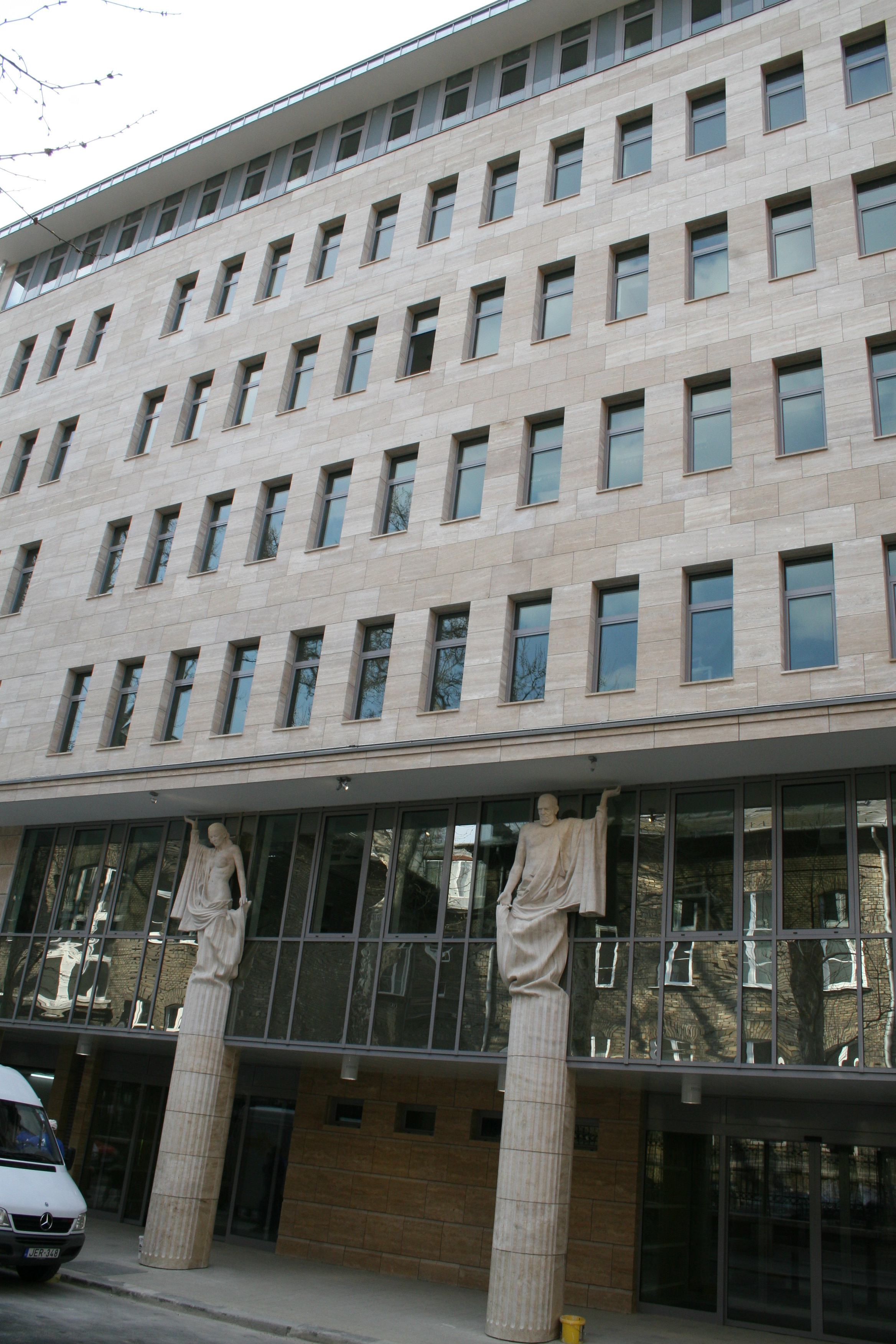
Fogorvostudományi Oktatási Centrum

A Semmelweis Egyetem Magyarország legrégebbi, alapítása óta folyamatosan működő orvosképző intézménye. Az egyetem története 1769-ben kezdődött, amikor Mária Terézia orvosi karral egészítette ki a Nagyszombati Egyetemet. Az oktatás 1770-ben indult meg öt tanszékkel. Nem sokkal később az intézmény Budára, majd Pestre költözött, ahol elindult a tanszékek és a klinikai ágyak számának növekedése. A legelső magyar nyelvű egyetemi tankönyvet Rácz Sámuel, az egyetem rektori tisztségét is betöltő orvosprofesszora adta ki 1789-ben. Munkáját elsősorban a sebészmesteri tanfolyam hallgatóinak szánta, akik nem tudtak latinul.
1838-ra olyan nagy lett a zsúfoltság az egyetem tanszékein, hogy az országgyűlés is foglalkozott az orvoskar helyzetével.
A kar tanárai a szűkös körülmények között is igyekeztek lépést tartani az ekkoriban nekilendülő és szakosodó nemzetközi orvostudománnyal, de a szabadságharc leverése után többen börtönbe, emigrációba kényszerültek. Az 1870-es években meginduló építkezések után az akkor még külterületnek számító Üllői út lett az Orvoskar tengelye, ahol két telepen helyezték el a klinikákat, a füvészkertet, és az igazgatóságot.
Bár már az 1800-as évek végén is felvehettek volna nőket is a karra, igazi változást az első világháború hozott, amikor a hallgatók és a tanárok nagy része bevonult. Alig kezdett normalizálódni a helyzet a háború után, amikor a gazdasági világválság miatt az egészségügyre fordított összegek drasztikusan csökkentek. Ennek ellenére ebben az időszakban az orvoskart már nemzetközileg is elismerték, kialakultak a ma használatos minősítések, és a tanulmányi idő hat évre emelkedett.
Budapest ostroma alatt a felszerelések jelentős része elpusztult, az épületkárok hatalmasak voltak. Az önálló Budapesti Orvostudományi Egyetem 1951. február 1-jén alakult meg az ekkor már Eötvös Loránd nevét viselő egyetem Orvostudományi Karából. Az ötvenes évek elején több kórházat is az egyetemhez csatoltak, klinikákká alakítva át őket. Az évtized közepén jött létre az Általános Orvostudományi Kar mellett a Fogorvostudományi és a Gyógyszerésztudományi Kar. Az egyetem az egykori Orvoskar alapításának 200. évfordulóján vette fel korábbi tanárának, Semmelweis Ignácnak a nevét.
Az 1970-es évektől a megélénkülő külkapcsolatok elősegítették a tudományos lépéstartást a nemzetközi szakmával, és olyan fejlesztésekre is sor került, mint a Nagyvárad téri Elméleti Tömb megépítése. 1983-ban indult a német, 89-ben az angol nyelvi program. A klinikákon az 1990-es évek végén több mint 3100 ágyon folyt gyógyító-oktató munka.
A Semmelweis Orvostudományi Egyetem ezen a néven 1969 és 2000 között működött, majd 2000-ben egyesült a a Haynal Imre Egészségtudományi Egyetemmel és a Magyar Testnevelési Egyetemmel, és ezzel az integrációval létrejött a Semmelweis Egyetem (latinul: Universitas Budapestinensis de Semmelweis Nominata). 2010 márciusában indult az Egészségügyi Közszolgálati Kar, amely a természettudományok és társadalomtudományok határterületén lévő képzésekre fókuszál.
2014. szeptember elsejével a Testnevelési és Sporttudományi Kar kivált az egyetemből és önálló intézményként, Testnevelési Egyetem néven működik tovább. 
2017. augusztus 1-től Pető András Kar (PAK) néven a Semmelweis Egyetem karaként működik a Pető András Főiskola, valamint az annak részét képező Konduktív Pedagógiai Központ, így ez lett – az Általános Orvostudományi, a Fogorvostudományi, a Gyógyszerésztudományi, az Egészségtudományi és az Egészségügyi Közszolgálati mellett – az egyetem hatodik kara.
A Semmelweis Egyetem 2019-ben ünnepelte alapításának 250. évfordulóját.

### Az egyetem fenntartója
2021. augusztus 1-jétől a Semmelweis Egyetem alapítói, tulajdonosi és fenntartói jogait a Nemzeti Egészségügyi és Orvosképzésért Alapítvány gyakorolja. 

A Nemzeti Egészségügyi és Orvosképzésért Alapítvány kuratóriuma: 

A Kuratórium elnöke:

- Orbán Gábor, a Richter Gedeon Nyrt. vezérigazgatója, a Semmelweis Egyetem konzisztóriumának tagja, a Nemzetgazdasági Minisztérium volt államtitkára

A Kuratórium tagjai: 

- Prof. Dr. Merkely Béla Péter, a Semmelweis Egyetem rektora, egyetemi tanár, a Városmajori Szív- és Érgyógyászati Klinika igazgatója
- Dr. Szócska Miklós, a Semmelweis Egyetem intézetigazgatója, korábbi egészségügyért felelős államtitkár
- Prof. dr. Gloviczki Péter, a Mayo Klinika Érsebészeti Osztályának volt vezető professzora (USA), egyetemi tanár
- Dr. Bedros J. Róbert, a Szent Imre Kórház főigazgatója, miniszterelnöki főtanácsadó, címzetes egyetemi tanár[5]

## Az egyetem
A Semmelweis Egyetem Magyarország és a közép-európai régió vezető orvos-egészségügyi felsőoktatási intézménye, mely egészségtudományi szakegyetemként egyedülálló az országban. Három fő tevékenysége az oktatás, a kutatás-innováció és gyógyítás; e hármas egység teszi nemzetközileg is elismert tudásközponttá a több mint 250 éves egyetemet. 

### Oktatás
Magyarországon az orvosi és egészségtudományi képzésre jelentkező hallgatók közül legtöbben a Semmelweis Egyetemet választják. A felvételi ponthatár hosszú évek óta jelentősen meghaladja a szakterület többi hazai képzőhelyének pontszámát.
Hat karán és doktori iskolájában magyar, angol és német nyelven lehet tanulmányokat folytatni alapképzéstől a PhD szintig. A mintegy 16 ezer hallgató mintegy egyharmada külföldi, öt kontinens közel 115 országából érkeznek ide tanulni. 
A Semmelweis Egyetem Általános Orvostudományi Kara és Fogorvostudományi Kara Magyarország legnagyobb orvosképző és fogorvosképző fakultása. A két karon együttesen több mint 6 ezer hallgató tanul.
A több mint 12 ezer munkatársat foglalkoztató egyetem jelentős szerepet vállal a szakképzésben, a szakirányú továbbképzésben, a tudományos utánpótlás nevelésében és a tehetséggondozásban is.

### Betegellátás
A Semmelweis Egyetem az ország legnagyobb egészségügyi intézménye, több mint két és fél millió esetet lát el évente. 2023-ban 96,7 ezer fekvőbeteg több mint 170 ezer esetét és 425,5 ezer járóbeteg 2,66 millió esetét látta el az egyetem. Az intézmény 2023-ban 2057 aktív és 285 krónikus fekvőbetegágyat tartott fenn.
Az egyetemi klinikák a gyakorlati oktatás helyszínei, de emellett a legmagasabb progresszivitási szintnek megfelelően végzik tevékenységüket. Ez azt jelenti, hogy a legtöbb szakmai területen országos ellátási kötelezettséggel rendelkeznek, így a legsúlyosabb állapotú, komplex kezelést igénylő betegek gyógyításában vezető szerepet játszanak. 
A Semmelweis Egyetem számos területen úgynevezett csúcsellátó, vagyis ide kerülnek a legsúlyosabb állapotú betegek. A megfelelő diagnózis felállítását számos világszínvonalú műszer segíti, több szakterületen (például egyes szervtranszplantációk esetében) bizonyos beavatkozások csak itt érhetőek el.
A több, mint negyven, az ellátás jóformán teljes spektrumát lefedő egység négy fő klinikai tömbben helyezkedik el. Az egyetem klinikái többségében az Üllői úton vannak, a Semmelweis Klinikák és a Nagyvárad tér metróállomások közelében.

### Kutatás
A Semmelweis Egyetemen kiemelkedő szerepet kap a kutatás-fejlesztési és innovációs tevékenység is, az itt folyó kutatások fókuszában a korai diagnosztika és terápia, a betegségek megelőzése, az egészség megtartása, valamint az egészséges és aktív öregedés áll. Az egyetemi kutatási projekteket 55 nemzetközi és 191 hazai pályázat támogatja. Az orvosi és orvosbiológiai szakterületen a hazai egyetemek közül a Semmelweisen van a legtöbb akadémikus. A Magyar Tudományos Akadémiával több területen is szoros az együttműködés. Különböző nemzetközi konzorciális együttműködésekben (pl. HCEMM, EIT Health) és nemzeti programokban (pl. Nemzeti Szívprogram, Nemzeti Bionika Program) is meghatározó az egyetem részvétele.
Negyedmillió könyvvel a Semmelweis Egyetemnek van az egyik legnagyobb és legkiválóbb orvos-biológiai gyűjteménye Magyarországon. A legkiemelkedőbb presztízsű folyóiratokban megjelent közlemények számát tekintve a Magyar Tudományos Akadémiát követve Magyarországon a Semmelweis Egyetem a második helyen áll.
Az intézmény rendszeresen szervez nemzetközi kongresszusokat és számos nemzetközi tudományos testületben képviselteti magát.

## A Semmelweis Egyetem nemzetközi rangsorokban
A Times Higher Education (THE) 2024-es összesített világrangsorában a Semmelweis a világ legjobb 300 egyeteme között szerepel, a hazai felsőoktatási intézmények közül a legmagasabban jegyzett intézményként. A THE 2024-es szakterületi rangsorában klinikai orvostudományok területen a 232. helyezést érte el az egyetem, míg az élettudományok területén a legjobb 300 között szerepel.
A Quacquarelli Symonds (QS) 2023-as szakterületi rangsorában az élet- és orvostudományok területen a Semmelweis Egyetem a 264. helyen végzett, szintén a legjobb eredményt elérve hazai szinten. A gyógyszerészeti és az orvostudományi képzés terén a 201–250. helyre sorolták az intézményt. A ShanghaiRankings 2023-as szakterületi listája szerint az orvostudományi rangsorban a legjobb 200, a gyógyszerésztudományi rangsorban a legjobb 150 egyetem közé tartozik, míg a fogorvostudomány terén és közegészségügy kategóriában a legjobb 300 között szerepel.

## Az egyetemi karok
Az egyetemnek 6 kara van:
| Kar                            | Rövidítés | Irányítószám | Dékáni hivatal címe |
| ------------------------------ | --------- | ------------ | ------------------- |
| Általános Orvostudományi Kar   | ÁOK       | 1085         | Üllői út 26.        |
| Gyógyszerésztudományi Kar      | GYTK      | 1085         | Üllői út 26.        |
| Fogorvostudományi Kar          | FOK       | 1085         | Üllői út 26.        |
| Egészségtudományi Kar          | ETK       | 1088         | Vas u. 17.          |
| Egészségügyi Közszolgálati Kar | EKK       | 1091         | Üllői út 25.        |
| Pető András Kar                | PAK       | 1125         | Kútvölgyi út 8.     |

A diplomát adó képzéseken kívül a Semmelweis Egyetem Doktori Iskolájában PhD-hallgatók képzése is folyik.

## Az egyetem épületei
Az egyetem épületei Budapesten találhatók, legismertebb közülük a VIII. kerületi Nagyvárad téri Elméleti Tömb, melyben orvosi kutatóintézetek találhatók. A toronyépület lábainál elterülő két emelet magas épület az aulát, a dísztermet, két nagy előadótermet (a „zöld” és a „barna” előadóterem), valamint kis szemináriumi termeket és irodákat tartalmaz. Az irodák egyike a Hallgatói Önkormányzat székhelye.
2003-ban az Egészségügyi Főiskolai Kar a korábbi szétszórtsága helyett (Óbuda, Újpest, Józsefváros) új székhelyre költözhetett, az egyetem központjához közeli Vas utcába, az igényesen felújított egykori Pajor-szanatórium, a későbbi Balassa János Kórház épületébe.
2006–2007-ben épült fel a Fogorvostudományi Kar Oktatási Centruma a Szentkirályi utcai Pátria nyomda helyén. A modern épület több fogorvostudományi intézetnek és klinikának is otthont ad.
Az Elméleti Orvostudományi Központot 2008-ban adták át a IX. kerületi Tűzoltó utcában, amely több építészeti szakmai díjat is elnyert. A ház bruttó 27 000 négyzetméterén jól elférnek a kutatást biztosító laboratóriumok és dolgozószobák (9600 m²), az oktatási területen (3000 m²) található a 25 hallgatói laboratórium, az előadótermek (egy 300 fős, két 180 fős és két 80 fős), és a hét szemináriumi terem. Az épület számos kutatóintézetnek is helyet ad. Az intézetekben színvonalas, sok nemzetközi elismerést és kollaborációt hozó, nagy összegű kutatói támogatásokkal jellemezhető kutatómunka folyik.
A Belső Klinikai Tömbben található az egyetem Központi Igazgatási Épülete (Rektori Épület) az Üllői út 26-ban. Több kar dékáni hivatalának is helyet ad az épület a különböző központi szervezeti egységek mellett. Az épület rekonstrukciója 2008-ban indult, több ütemre tagolt projektben valósult meg és 2012-ben készült el. 2013-ban fejeződött be a Mária utcai Szemészeti Klinika és az I. Sz. Patológiai és Kísérleti Rákkutató Intézet épületének felújítása is. 
2012 nyarán indult el a Külső Klinikai Tömb nagyarányú, nagyobbrészt uniós forrásból megvalósuló fejlesztése, a Korányi-projekt, amelyet 2017 januárjában adtak át és jelenleg Központi Betegellátó Épület néven működik. 
2023 november 1-jével a Dél-pesti Centrumkórház – Országos Hematológiai és Infektológiai Intézet Merényi Gusztáv telephelye a Semmelweis Egyetembe integrálódott, a dél-pesti régió teljes traumatológiai ellátása a Semmelweis Egyetemhez került, és új szervezeti egységként létrejött a Traumatológiai Klinika. 2024 március 1-jével tovább bővült az egyetem portfóliója: az Országos Mentális, Ideggyógyászati és Idegsebészeti Intézet Amerikai úti telephely ideggyógyászati és idegsebészeti járó- és fekvőbeteg szakellátása, valamint az Országos Mozgásszervi Intézet Szanatórium utcai telephely általános sebészeti, ortopédiai és rehabilitációs szakellátása integrálódott a Semmelweis Egyetembe. 

## Az önálló orvosegyetem rektorai (1951-től)
- Gegesi Kiss Pál (1951–1961)
- Törő Imre (1961–1964)
- Sós József (1964–1967)
- Zoltán Imre (1967–1973)
- Antoni Ferenc (1973–1976)
- Szécsény Andor (1976–1985)
- Somogyi Endre (1985–1991)
- Réthelyi Miklós (1991–1995)
- Rosivall László (1995–1996)
- Romics László (1996–1999)
- Sótonyi Péter (2000–2003)
- Tulassay Tivadar (2003–2012)
- Szél Ágoston (2012–2018)
- Merkely Béla (2018–)

## Az orvoskarból választott tudományegyetemi rektorok (1774–1947)
- 1774/75 Prandt Ádám Ignác
- 1779/80 Winterl Jakab József
- 1783/84 Shoretits Mihály
- 1786/87 Trnka Vencel
- 1790/91 Winterl Jakab József
- 1793/94 Rácz Sámuel
- 1796/97 Stipsics Ferdinánd
- 1799/1800 Schönbauer József
- 1802/03 Stipsics Ferdinánd
- 1805/06 Stipsics Ferdinánd
- 1809/10 Bene Ferenc
- 1813/14 Eckstein Ferenc
- 1817/18 Lenhossék Mihály Ignác
- 1821/22 Schuster János
- 1825/26 Reisinger János
- 1829/30 Stáhly Ignác
- 1833/34 Veleczky János
- 1837/38 Böhm Károly
- 1841/42 Birly Ede Flórián
- 1845/46 Fabini János Teophil
- 1862/63 Sauer Ignác
- 1866/67 Rupp Nepomuk János
- 1870/71 Stockinger Tamás
- 1874/75 Kovács József
- 1878/79 Lenhossék József
- 1882/83 Jendrássik Jenő
- 1886/87 Korányi Frigyes
- 1890/91 Schulek Vilmos
- 1894/95 Fodor József
- 1898/99 Mihalkovics Géza
- 1902/03 Kétly Károly
- 1906/07 Ajtai Kovách Sándor
- 1910/11 Réczey Imre/Genersich Antal
- 1914/15 Lenhossék Mihály
- 1920/21 Moravcsik Ernő Emil
- 1922/23 Bársony János
- 1926/27 Preisz Hugó
- 1930/31 Nékám Lajos
- 1934/35 Kenyeres Balázs
- 1938/39 Verebélÿ Tibor
- 1942/43 Bakay Lajos
- 1944/45 Frigyesi József
- 1946/47 Ádám Lajos/Frigyesi József

## Az egyetem kollégiumai
- Korányi Frigyes Szakkollégium, 1074 Budapest, Hársfa utca 59/b
- Selye János Doktorandusz Szakkollégium,1085 Budapest, Üllői út 22.
- Semmelweis Ignác Szakkollégium, 1085 Budapest, Üllői út 22.
- Markusovszky-kollégium, 1089 Budapest, Szenes Iván tér 7.
- Balassa-kollégium, 1083 Budapest, Tömő utca 35–37.
- Id. Bókay János Kollégium, 1046 Budapest, Erkel Gyula utca 26.
- Kátai Gábor Kollégium, 1139 Budapest, Hajdú utca 48.
- Pető András Kollégium, 1118 Budapest, Villányi út 67.